# Karel Dlabal
Karel Dlabal (13. září 1927 Štolmíř – 1. prosince 2014) byl český plastický chirurg.

## Život
Karel Dlabal vystudoval gymnázium, maturoval v roce 1946. Za války tragicky zemřel jeho otec.
Získal civilní vojenské stipendium. Po absolutoriu medicíny narukoval do armády, jako vojenský lékař pracoval 11 let, a to nejdříve v Hradci Králové, poté v Ružomberku. Již tehdy přednášel studentům. Když splnil své závazky vůči armádě, vrátil se do Hradce Králové. V 60. a 70. letech 20. století zde na Chirurgické klinice UK operoval průměrně 700 pacientů ročně. Mužem, od kterého se hodně naučil, byl zakladatel čs. plastické chirurgie František Burian.
V roce 1968 podepsal petici proti okupaci Československa. Jeho syn pak přes vynikající výsledky nebyl přijat na medicínu.
Od roku 1980 byl ředitelem a primářem Ústavu chirurgie ruky a plastické chirurgie ve Vysokém nad Jizerou. „Po jeho nástupu došlo k mohutné akceleraci práce ústavu, zvýšil se počet operací, zkrátila se ošetřovací doba, zvětšil se počet ambulantních výkonů“.
V roce 1995 z nemocnice ve Vysokém spolu se svou ženou Dr. Dlabalovou přešel do soukromého sanatoria v Chotovinách. I v důchodovém věku vypomáhal na poliklinice v Táboře.
V letech 1998 až 2002 byl v Chotovinách místním zastupitelem.

## Ocenění
- čestné občanství města Vysoké nad Jizerou
- doživotní čestné členství České společnosti chirurgie ruky za celoživotní práci a přínos oboru (2006)
- čestné členství České lékařské společnosti J. E. Purkyně
- stříbrná medaile za zásluhy o vznik Slovenské společnosti chirurgie ruky
- Rytíř Řádu bojnického hradu